# La Lande-sur-Drôme

La Lande-sur-Drôme este o comună în departamentul Calvados, Franța. În 1 ianuarie 2018 avea o populație de 66 de locuitori.